# Sakai Ryusuke
Ryusuke Sakai (酒井 隆介, sinh ngày 7 tháng 9 năm 1988) là một cầu thủ bóng đá người Nhật Bản, thi đấu cho FC Machida Zelvia.

## Thống kê câu lạc bộ
Cập nhật đến ngày 23 tháng 2 năm 2017.
| Thành tích câu lạc bộ | Thành tích câu lạc bộ | Thành tích câu lạc bộ | Giải vô địch | Giải vô địch | Cúp                   | Cúp                   | Cúp Liên đoàn | Cúp Liên đoàn | Tổng cộng | Tổng cộng |
| Mùa giải              | Câu lạc bộ            | Giải vô địch          | Số trận      | Bàn thắng    | Số trận               | Bàn thắng             | Số trận       | Bàn thắng     | Số trận   | Bàn thắng |
| Nhật Bản              | Nhật Bản              | Nhật Bản              | Giải vô địch | Giải vô địch | Cúp Hoàng đế Nhật Bản | Cúp Hoàng đế Nhật Bản | J. League Cup | J. League Cup | Tổng cộng | Tổng cộng |
| --------------------- | --------------------- | --------------------- | ------------ | ------------ | --------------------- | --------------------- | ------------- | ------------- | --------- | --------- |
| 2011                  | Kyoto Sanga           | J2 League             | 28           | 0            | 2                     | 0                     | -             | -             | 30        | 0         |
| 2012                  | Kyoto Sanga           | J2 League             | 7            | 0            | 2                     | 0                     | -             | -             | 9         | 0         |
| 2013                  | Kyoto Sanga           | J2 League             | 23           | 2            | 1                     | 0                     | -             | -             | 24        | 2         |
| 2014                  | Kyoto Sanga           | J2 League             | 41           | 2            | 1                     | 0                     | -             | -             | 42        | 2         |
| 2015                  | Matsumoto Yamaga      | J1 League             | 33           | 2            | 4                     | 0                     | 2             | 0             | 39        | 2         |
| 2016                  | Matsumoto Yamaga      | J2 League             | 3            | 0            | –                     | –                     | –             | –             | 3         | 0         |
| 2016                  | Nagoya Grampus        | J1 League             | 11           | 2            | 0                     | 0                     | –             | –             | 11        | 2         |
| Tổng                  | Tổng                  | Tổng                  | 146          | 8            | 12                    | 0                     | 2             | 0             | 160       | 8         |